# Deus Ex
| Системные требования    | Системные требования                        | Системные требования                        |
| ----------------------- | ------------------------------------------- | ------------------------------------------- |
|                         | Минимальные                                 | Рекомендуемые                               |
| Windows                 |                                             |                                             |
| ОС                      | Windows 95                                  | Windows 95                                  |
| ЦПУ                     | 300 MHz (Pentium II или эквивалент)         | Pentium III или AMD Athlon                  |
| Объём ОЗУ               | 64 МБ                                       | 128 МБ                                      |
| Место на диске          | 150 МБ                                      | 750 МБ                                      |
| Информационный носитель | 4x CD-ROM                                   | 8x CD-ROM                                   |
| Видеокарта              | Поддержка Direct X 7.0a                     | Поддержка Direct X 7.0a, 16 МБ памяти       |
| Звуковая плата          | Поддержка Direct X 7.0a                     | Поддержка Direct X 7.0a, EAX или A3D        |
| Сеть                    | Нужна только для многопользовательской игры | Нужна только для многопользовательской игры |
| Устройства ввода        | клавиатура, мышь                            | клавиатура, мышь                            |

Deus Ex ([ˈde.ʊs ɛks], дословно с лат. — «бог из») — компьютерная игра в жанрах стелс-экшена, шутера от первого лица и ролевой игры в стиле киберпанк. Разработана американской студией Ion Storm, издана английской компанией Eidos Interactive 23 июня 2000 года. Была хорошо принята как игроками, так и критиками, получила несколько наград «Игра года» и была многократно названа одной из лучших игр в истории.
Действие игры разворачивается в вымышленном антиутопическом мире Земли 2052 года. На планете начинается экономическая катастрофа, национальные правительства слабеют и появляются мощные террористические организации, развивается пандемия смертельной неизлечимой болезни — «серой смерти». Игрок действует от лица спецагента антитеррористической организации, созданной для борьбы с глобальным терроризмом. Сюжет игры имеет в своей основе известные западные теории заговора, такие, как планы тайного общества иллюминатов по управлению миром, эксперименты с инопланетными технологиями в Зоне 51, люди в чёрном и другие.

## Игровой процесс
Игра начинается с создания персонажа. Игрок может выбрать его имя (оно будет использоваться в диалогах и сообщениях в игре) и внешний вид. Разработчики собирались дать и возможность выбора пола персонажа, но реализовать её оказалось слишком сложно и затратно из-за изменения множества диалогов, а также потому, что добавление женского озвучивания заметно увеличило бы объём игры, который был ограничен размером компакт-диска; идея была оставлена для следующей части Deus Ex: Invisible War. Также игрок получает начальный набор очков опыта, которые, в отличие от большинства классических ролевых игр, не поднимают «уровень опыта», а непосредственно распределяются игроком по 11 умениям (навыкам): обращение с холодным, обычным огнестрельным, тяжёлым, снайперским и взрывчатым оружием; взлом обычных, электронных замков и компьютеров; медицина, плавание и ношение экипировки. Другими отличиями от классических ролевых игр являются отсутствие чётко заданных классов персонажа (игрок может развивать умения в любой их комбинации) и начисление очков опыта не за уничтожение противников, а только за выполнение заданий (хотя заданием может быть и убийство какого-то конкретного противника), а также за исследование мира (нахождение секретных мест на уровне, в которых обычно находится разнообразное снаряжение), поэтому стиль игры с минимальным количеством убийств не затрудняет прохождение. Каждое умение сначала находится на первом уровне развития и может быть развито до четвёртого, однако количество очков опыта за всю игру недостаточно для полной прокачки всех умений — поэтому приходится развивать прежде всего те, которые наиболее полезны для стиля прохождения конкретного игрока.
Ещё одним способом изменять характеристики персонажа являются «наноаугментации» (англ. nanoaugmentation) — уникальные способности, получаемые по сюжету с помощью внедрения в тело Джей-Си специальных наноботов. Для их установки нужно находить специальные ёмкости и устанавливать их себе с помощью медицинских ботов, которые есть не в каждой локации. Аугментации дают разнообразные дополнительные возможности, такие как: увеличение объёма лёгких, силы, скорости, регенерацию здоровья, невидимость, улучшенное зрение с выводом дополнительной информации о противниках, снижение энергопотребления аугментации, защита от тепловых и энергетических атак (электричество, пламя, плазменные атаки), дрон-шпион (позволяет также производить одноразовые электромагнитные атаки, которые, в зависимости от уровня развития дрона-шпиона, способны обезвредить самого большого военного робота, а также временно дезориентировать автоматические турели и видеокамеры). Аугментации работают не постоянно, а включаются игроком; при работе они расходуют биоэлектрическую энергию персонажа, которую можно восстановить найденными батареями или ремонтными ботами. Каждый вид аугментаций может быть установлен в конкретную часть тела (по одному в голову и глаза, по одному в руки и ноги, два в кожу, три в торс). Для каждого из таких слотов можно выбрать одну из двух возможных аугментаций, уже установленную нельзя заменить на другую (хотя модификация Shifter позволяет обойти это ограничение). У всех аугментаций, кроме Синтетического сердца, есть 4 уровня развития (на более высоком уровне они работают эффективнее, дольше и тратят меньше энергии), развиваются они другими инъекциями, ёмкости с которыми можно найти при прохождении, устанавливаются они самостоятельно. Развивающих ёмкостей также не хватает для полного развития всех аугментаций.
Существуют также изначально встроенные приращения, которые не могут быть улучшены:
- Свет (англ. Light) — встроенные в сетчатку биолюминесцентные клетки обеспечивают четкое освещение поля зрения агента.
- Свой/чужой (англ. IFF) — автоматическое определение врагов и союзников, использует улучшенные эвристические алгоритмы для сопоставления видимых объектов с известными категориями опасностей. Перекрестие прицела подсвечивается красным на врагах, белым на нейтралах и зелёным на союзниках. Всегда активно.
- Даталинк (англ. Infolink) — односторонний микро-приемник позволяет агенту в боевых условиях получать сообщения из Центра, накапливать их, и в дальнейшем использовать относящиеся к делу карты, записи разговоров и заметки. Всегда активно.

Игра, как и большинство игр Уоррена Спектора, находится на стыке жанров: действие как в стелс-экшенах и шутерах от первого лица, развитие персонажа как в ролевых играх, сложные сюжет и диалоги, как в action-adventure. Если по заданию необходимо попасть в какое-то место, игра всегда предоставляет несколько способов сделать это. Например, в одной из первых миссий, когда игрок должен пробраться в Замок Клинтон, он может попытаться пройти через главные ворота, завязав перестрелку с охранниками; пробраться с другой стороны здания, если установил аугментацию, позволяющую передвигать тяжёлые предметы; либо пройти через тайный вход в стороне от здания, если узнает пароль к электронному замку на нём от одного из обитателей парка. Как правило, для выполнения задания миссии (найти человека или предмет, включить или разрушить какую-либо установку, скачать данные с охраняемого компьютера) необходимо пройти через уровень, занятый противниками. Противники представлены солдатами различных игровых фракций, обычными и генетически модифицированными животными, роботами нескольких видов, автоматическими турелями и даже «греями». Против них применяется арсенал, включающий холодное (боевой нож, метательные ножи, мини-арбалет, дубинки, мечи), лёгкое (пистолеты), обычное огнестрельное (винтовки, дробовики), тяжёлое (ракетницы, огнемёты и плазмомёты), снайперское и нелетальное оружие (электрошокер, перцовка, дротики с транквилизатором, газовые гранаты), а также лёгкие наступательные гранаты LAM (многофункциональная взрывчатка с электронной системой детонации, может быть брошена или закреплена на любую поверхность в качестве мины-ловушки). Практически любую миссию можно выполнить, не вступая в бой, находя обходные пути, такие, как чёрные ходы и вентиляционные шахты. Противники реагируют на раздающиеся рядом звуки, поэтому их можно обмануть, производя шум в каком-то месте (например, кидая туда предметы) и прокрадываясь, когда они сбегутся к месту шума.
Нередко приходится открывать двери, запертые на обычные или электронные замки: тогда нужно искать ключи или пароли к охранным компьютерам, записанные в оставленных дата-кубах (местный электронный аналог блокнота или обычной записки), использовать отмычки (тоже обычные или электронные), а многие запертые двери можно просто взорвать (последнее тоже было новшеством, почти во всех играх до Deus Ex пройти через запертую дверь можно было только найдя ключ).
В игре встречаются сейфы и оружейные ящики, которые тоже открываются ключами или отмычками, а также компьютеры, взломав которые, игрок может узнать полезную для прохождения игры и просто дополнительную сюжетную информацию.

Инвентарь игрока: оружие и снаряжение

В игре имеется разветвлённое внутреннее меню управления персонажем, его снаряжением и доступной ему информацией, сделанное в стиле обычных меню Windows. Оно состоит из следующих частей:
- Инвентарь. В инвентаре хранятся все предметы, которые игрок может взять с собой. Кроме оружия, в нём могут быть:
  - Отмычки и мультитулы (англ. multitool, электронные отмычки) — нужны для взлома обычных и электронных замков и отключения систем безопасности. При этом они расходуются, и чем сильнее развито соответствующее умение, тем меньшим количеством инструментов можно завершить взлом.
  - Аптечки и биоэнергобатареи — восстанавливают здоровье и биоэнергию.
  - Усовершенствования оружия (модификаторы) — устройства, модифицирующие оружие (увеличивающие скорострельность, точность, дальнобойность, объём магазина, уменьшающие отдачу; добавляющие лазерный или оптический прицел, глушитель).
  - Средства защиты (бронежилет, костюм для защиты от агрессивной среды, спецкостюм частичной невидимости, акваланг).
  - Средства радиоэлектронной борьбы — электромагнитные и волновые гранаты, применяющиеся для дезориентации роботов и стационарных охранных систем.
  - Еда (от батончиков до колы) — в обмен на неё уличные бродяги могут сообщить информацию, помогающую выполнить задание. Также с её помощью можно частично поправить здоровье, особенно эффективна в этом плане соевая еда (англ. Soy Food Package), которая позволяет восстановить здоровье на 5 единиц.
  - Также в снаряжение могут быть добавлены бинокль, прибор ночного видения, дымовые шашки (осветительные патроны), фомка (небольшой ломик), огнетушители и другое.
- Здоровье. Тело персонажа поделено на 6 частей: голову, торс, 2 руки и 2 ноги, и повреждения каждой из них вычисляются отдельно. Повреждения частей тела влияют на возможности персонажа — так, с повреждённой рукой персонаж хуже стреляет, а с ногой не может бегать; это действует как на персонажа игрока, так и на противников[15]. Аптечками можно восстановить как общее здоровье персонажа (при этом незначительно повышается уровень здоровья каждой из частей), так и применить их на конкретную часть тела для ускоренного её восстановления.
- Аугментации. Здесь перечислен список доступных слотов для них, уже установленные аугментации и их уровень развития, тут же их можно развивать и активировать.
- Умения. Перечислены умения и их текущий уровень развития, отсюда же их можно повысить при наличии достаточного количества очков опыта.
- Задания и заметки. Здесь перечислены задания, выданные игроку (как текущие, так и уже выполненные или проваленные), а также сохранены все записи из дата-кубов, найденных игроком. Нередко в них указываются коды доступа, открывающие электронные замки, и пароли к определённым компьютерам и терминалам безопасности. При этом, сами записи можно свободно редактировать, удалять и даже создавать свои собственные.
- Разговоры. Сюда сохраняются тексты всех разговоров игрока с другими персонажами и всех сообщений, полученных посредством даталинка.
- Изображения. Здесь находятся изображения, найденные игроком или пересылаемые ему для выполнения заданий (например, спутниковые снимки или планы локаций).
- Логи. Сюда записываются действия игрока (например, «Вы подобрали аптечку», «Вы отключили камеру», «Вы восстановили 30 пунктов здоровья»).

В процессе прохождения игроку нужно разговаривать с персонажами игры; многие диалоги необходимы для дальнейшего продвижения. Разговоры раскрывают сюжет; дают возможность выбора дальнейшего пути прохождения; в диалогах с персонажами-торговцами можно покупать оружие и снаряжение. По словам разработчиков, в игре более 10 000 строк текста, используемого в диалогах — в несколько раз больше, чем в других играх того времени. При разговоре камера переключается на вид от третьего лица и игрок теряет управление над персонажем, то есть не может совершать никаких действий, пока не закончит диалог.
Действия игрока нередко влияют на последующие события. Например, если на уровне Бэттери-парк в Нью-Йорке игрок убьёт слишком много людей, интендант в штабе UNATCO не выдаст ему снаряжение, если же наоборот обойтись без убийств, интендант выдаст дополнительную награду; если во время нападения на квартиру Пола Дентона игрок станет защищать его, Пол выживет и будет помогать игроку в дальнейшем, если же игрок сбежит, Пол погибнет; если игрок посоветует медику из UNATCO сбежать, то позже получит от того набор для развития аугментаций, а если даст задание оставаться там и шпионить, получит от него код самоуничтожения одного из игровых боссов — Гюнтера Германна, что позволит избежать битвы с ним.

### Графика
Графика Deus Ex на момент выхода была относительно высокого уровня. Игра использовала модифицированный графический движок Unreal Engine 1, поддерживала разрешение экрана до 1600×1200 пикселей, 24-битные текстуры, Direct3D- и Glide-рендеринг, объёмное освещение. Однако были отмечены проблемы с производительностью — низкая частота кадров в ряде случаев.
Персонажи для того времени были прорисованы качественно, их 3D-модели состояли из порядка 700 полигонов, но всё ещё были заметно угловатыми, а их анимация критиковалась как неестественная.
Анимация лиц персонажей контролировалась специальным алгоритмом, анализирующим звуковые файлы с голосом персонажа. Этот алгоритм не требовал ручной обработки анимации, что сэкономило усилия аниматоров и позволило добиться её синхронизации с голосом на любых языках.

## История

### Мир
Сюжет Deus Ex разворачивается в антиутопическом будущем 2052 года. Планета медленно погружается в хаос. Разница в уровне жизни между богатыми и бедными огромна, а в некоторых городах они разделены физически. Пандемия смертельного вируса «Серая Смерть» (англ. Gray Death) приводит к массовым беспорядкам из-за острой нехватки вакцины — «Амброзии» (англ. Ambrosia), производимая компанией VersaLife. «Амброзия» доступна только тем, кто считается «жизненно важным для общественного порядка», и в первую очередь попадает к правительственным чиновникам, военным, богатым и влиятельным, ученым и интеллектуальной элите, простые же люди устраивают бунты, пытаясь её отбить. Образуются мощные террористические организации, получившие в своё распоряжение оружие массового поражения и ставящие целью смену национальных правительств, например Национальные сецессионные войска (англ. National Secessionist Forces, NSF) в США, Силуэт (фр. Silhouette) во Франции. В Юго-Восточной Азии активизируются старые преступные сообщества — триады, новым направлением деятельности которых стал промышленный шпионаж.
Для борьбы как с терроризмом, так и с общественными беспорядками ООН создаёт UNATCO (англ. United Nations Anti-Terrorist Coalition, Антитеррористическую коалицию Объединённых Наций). Её штаб-квартира располагается в Нью-Йорке в бункере под Островом Свободы, вблизи Статуи Свободы, повреждённой террористической атакой группы Силуэт и ставшей воплощением напоминания опасности терроризма.

### Фабула

Полуразрушенная Статуя Свободы. Склад контейнеров — один из обходных путей для проникновения внутрь

В игре есть несколько точек принятия решений, влияющих на последующий сюжет. Основные из них, с вариантами при каждом выборе, описаны здесь.
Одна из операций NSF заканчивается крупным успехом — террористы отбивают несколько контейнеров с амброзией и при отступлении захватывают остров Свободы, на котором находится штаб UNATCO. Джей-Си поручают захватить в плен их руководителя и освободить захваченного ими спецагента UNATCO Гюнтера Германа. Дентон добирается до лидера, но тот не оказывает сопротивления и рассказывает свою версию происходящего — по его версии, NSF распределяет вакцину обычным людям, а эпидемию распространило само правительство. Главаря террористов можно убить или пощадить — в зависимости от выбора игрока.
Следующим заданием Джей-Си становится уничтожение электроподстанции, захваченной террористами в Нью-Йорке, а на поиски амброзии отправляют его старшего брата — Пола Дентона. Совместно с другим спецагентом, Анной Наварре, Джей-Си находит и уничтожает подстанцию в Адской кухне (англ. Hell's Kitchen). Вернувшись в штаб UNATCO, он узнаёт из разговора главы UNATCO Джозефа Мандерли с директором FEMA Уолтоном Саймонсом о проблемах на миссии своего брата. Новое задание Джей-Си — найти похищенные контейнеры с амброзией, которые террористы собираются увезти из Нью-Йорка. Он начинает поиски в заброшенных туннелях метро, и они приводят его в аэропорт Ла Гардиа. Ему приказывают убить владельца самолёта с вакциной — Хуана Лебедева, русского бизнесмена, связанного с NSF.
Но у самолёта Джей-Си встречает своего брата. Пол признаётся, что давно работает на NSF, что «Серая Смерть» действительно создана людьми, а UNATCO фактически контролируется организацией MJ12, которая имеет влияние на правительство США, управляя поставками амброзии. Он просит Джей-Си поговорить с Лебедевым, который тоже работает против UNATCO. Однако в этот момент до Лебедева добирается и Анна Наварре, которая приказывает Джей-Си убить его. Игрок может подчиниться ей; поговорить с Лебедевым, который подтвердит слова Пола (тогда Лебедева убьёт Анна) или убить Анну.
Джей-Си возвращается в штаб UNATCO. Мандерли предупреждает, что в каждого из Дентонов был встроен особый имплантат, «Кнопка смерти» (англ. Killswitch), который будет запущен в случае выхода агента из-под контроля и убьёт его в течение суток. «Кнопка смерти» Пола уже запущена, а Джей-Си отправляют в Гонконг с заданием устранить партнёра Пола — учёного Трейсера Тонга. Но пилот вертолёта оказывается союзником Пола и привозит его на квартиру того в «Адской кухне». Там Пол просит брата проникнуть на базу NSF в Нью-Йорке, занятую войсками UNATCO, и отправить оттуда сигнал об опасности другим отделениям NSF и их союзникам. Когда Джей-Си делает это, Уолтон Саймонс объявляет его террористом, как брата. Когда Джей-Си возвращается к Полу, квартиру того штурмуют войска UNATCO во главе с «людьми в чёрном». От того, станет ли игрок защищать Пола или сбежит, зависит, выживет ли Пол после этого. В обоих случаях Джей-Си берут в плен.
Джей-Си пробуждается в тюремной камере внутри странного бункера. По радио с ним связывается некто, называющий себя Дедалом (англ. Daedalus), и помогает ему выбраться из камеры. Джей-Си исследует комплекс и узнаёт, что тот принадлежит организации под названием Маджестик-12 (англ. Majestic 12) и занимается исследованиями существ, созданных с помощью генной инженерии. Джей-Си находит своего брата (находящегося в плену или мёртвого — в зависимости от действий игрока на прошлом уровне) и узнаёт, что Трейсер Тонг может отключить «кнопку смерти». Он выбирается из комплекса, который оказывается самым нижним уровнем штаб-квартиры UNATCO. Здесь у игрока появляется возможность убить Мандерли и Анну Наварре (если не убил её раньше). Покинув штаб, Дентон отправляется в Гонконг.
В Гонконге действие начинается с местной базы MJ12, которой удаётся захватить управление вертолётом Джей-Си и принудительно посадить его в своём ангаре. Вырвавшись на волю, герой узнаёт, что Тонг — приближенный главы триады «Сияющий путь» (англ. Luminous Path), которая ведёт войну с другой группировкой — «Красная Стрела» (англ. Red Arrow). Противостояние началось после убийства главы «Красной стрелы» и кражи у него прототипа экспериментального нанотехнологического меча «Зуб Дракона» (англ. Dragon's Tooth), в чём обвинили «Сияющий путь». Тонг подозревает в этой провокации Мэгги Чау, бывшую актрису, ушедшую в политику. В её резиденции Джей-Си находит меч и выясняет, что Чоу работает на Маджестик-12 и спровоцировала войну триад, чтобы ослабить их влияние в городе и позволить войскам Маджестик-12 захватить Гонконг. После возвращения меча триады заключают перемирие, Тонг отключает «Кнопку смерти» Джей-Си и просит его добыть технологию производства меча из здания корпорации ВерсаЛайф (англ. VersaLife). Там Джей-Си находит не только схемы производства меча, но и главный бункер Маджестик-12 и выясняет, что её главой является известный мультимиллиардер и филантроп Боб Пейдж. Дентон находит и уничтожает «Универсальный конструктор» (англ. Universal Constructor) — нанотехнологический механизм, который и производил вирус «Серой Смерти», а также копирует код вируса. Также герой узнаёт, что в порт Нью-Йорка направляется грузовой корабль, загруженный вирусом с целью массового заражения США. Исследовав код вируса, Тонг делает вывод, что вирус создан с помощью технологий иллюминатов и отправляет Джей-Си в Нью-Йорк на встречу с их представителем — Стентоном Даудом. В это время Алекс Джейкобсон, связист UNATCO, оставшийся верным Джей-Си, сообщает, что по его данным Дедал — это искусственный интеллект, разработанный для системы Эшелон-4, но вышедший из-под контроля создателей; а Тонг предупреждает, что на охоту за Дентоном отправлен лучший боец UNATCO Гюнтер Германн.
Дауд сообщает, где именно находится грузовое судно, передаёт чертежи и подсказывает способ его уничтожения. Джей-Си пробирается на Бруклинскую военно-морскую верфь и устраивает диверсию, в результате которой корабль тонет, после чего снова встречается с Даудом на городском кладбище. Тот рассказывает, что изначально вирус появился на свет как побочный продукт в процессе изобретения нано-аугментаций, а Боб Пейдж — бывший иллюминат и лучший ученик главы ордена. Разочаровавшись в целях общества, амбициозный Пейдж основал собственную военизированную организацию «Маджестик-12» и заимствовал у иллюминатов некоторые разработки, включая код вируса. Дауд сообщает, что он возьмётся за поиск лекарства от вируса и отправляет Джей-Си в Париж к главе иллюминатов — Моргану Эверетту.
В парижских катакомбах идут бои между Маджестик-12 и подпольной организацией «Силуэт». Там с Дентоном связывается другой ИИ, созданный Маджестик-12 — «Икар» (англ. Icarus) и угрожает ему. Джей-Си находит Николетт Дюклэр — одного из лучших агентов Силуэта, мать которой состояла в иллюминатах и была знакома с Эвереттом. В заброшенном поместье Дюклэр они находят подземный коммуникационный центр и вызывают Эверетта, который отправляет Джей-Си за дополнительными данными о вирусе на базу Маджестик-12 в бывшем соборе тамплиеров. Там его перехватывает Гюнтер Германн, после битвы с которым Дентон скачивает данные и отправляется в штаб-квартиру иллюминатов. Оттуда Эверетт отправляет его на базу ВВС США Ванденберг, группа исследователей которой, известная как X-51, пытается создать свой Универсальный Конструктор.
База Ванденберг оказывается захвачена войсками Маджестик-12. Джей-Си освобождает её и встречается с лидером X-51 Гэри Саважем (англ. Gary Savage), которому для завершения собственного УК нужны схемы из лаборатории Маджестик-12, расположенной на дне океана. Он отправляет за ними свою дочь Тиффани, после чего помогает подключить Дедала к компьютерной сети Пейджа в надежде получить информацию о Маджестик-12 и планах Пейджа. Однако сеть оказывается под контролем Икара и 2 искусственных интеллекта воссоединяются, создав новый ИИ — Гелиос (англ. Helios), подконтрольный Пейджу. После этого Пейдж выходит на связь, сообщает, что Тиффани захвачена его войсками, и требует в обмен на её возвращение передать ему компоненты УК Саважа. В точке обмена Джей-Си спасает Тиффани, после чего отправляется вместо неё на батискафе в океаническую лабораторию. Но перед этим неизвестный агент иллюминатов совершает в ней диверсию, после которой там воцаряется хаос с включёнными системами уничтожения всего живого и экспериментальными существами, вырвавшимися на волю. Дентон находит и загружает схемы, после чего Пейдж угрожает уничтожить Ванденберг ядерной ракетой, а в комплекс прибывает сам Уолтон Саймонс, оснащённый новейшими аугментациями. Его можно убить, либо убежать. Во втором случае он встретится в Зоне 51 перед входом в бункер. После возвращения из лаборатории Саваж предлагает перенаправить ракету на Зону 51, где находится главная база Пейджа. Джей-Си проникает на захваченную Маджестик-12 ракетную базу и отправляет ракету, после чего сам отправляется в Зону 51.
В бункере под Зоной 51 раскрывается конечная цель Пейджа. Он создал маршрутизатор Аквинас (англ. Aquinas), позволяющий контролировать глобальную коммуникационную сеть. Он хочет перевести своё сознание в электронную форму и объединиться с Гелиосом, после чего посредством Аквинаса установить полный контроль над всем миром. В таком состоянии он сможет всё: узнавать о событиях в любой точке света, создавать любые объекты, даже новые формы жизни, с помощью сети Универсальных Конструкторов; станет бессмертным.
С Джей-Си связываются Морган Эверетт, Трейсер Тонг и сам Гелиос. Все они хотят остановить Пэйджа, но каждый предлагает своё решение проблемы. Эверетт предлагает передать Зону 51 под контроль Иллюминатов и дать им править миром невидимой рукой. Тонг просит разрушить Аквинас, уничтожив тем самым глобальную сеть и отбросив человечество в развитии на несколько веков назад, чтобы никому не удалось захватить власть над миром. Гелиос хочет интегрироваться с Джей-Си вместо Пейджа и начать идеальное, абсолютно разумное правление миром. Игрок может выбрать любой из этих способов. После каждого выбора идёт свой финальный ролик и цитата после него:
- Новые Тёмные Века
  - «Вчера мы подчинялись королям и преклонялись перед императорами. Завтра мы встанем на колени только перед Истиной» (Халиль Джебран)
- Победа Иллюминатов
  - «Лучше господствовать в Аду, чем прислуживать в Раю» (Джон Мильтон, Потерянный рай)
- Концовка Гелиоса
  - «Если бы Бога не было, Его надо было бы выдумать» (Вольтер)

## Разработка
Руководитель команды разработчиков Deus Ex Уоррен Спектор с начала 1990-х годов хотел создать игру с открытым геймплеем, допускающим несколько вариантов прохождения, игру в стиле immersive simulation. В 1994—1995 годах, когда он был исполнительным продюсером компании Origin Systems, у него появилась идея игры, подобной Deus Ex. Ему надоели научно-фантастические и фэнтезийные игры — он захотел сделать игру с сюжетом из реального мира и реалистичным геймплеем, но в то же время с разнообразными путями прохождения и широкими возможностями развития персонажа.

«Я, как и весь мир, читал романы Тома Клэнси, смотрел такие фильмы, как „Пассажир 57“ и „Крепкий орешек“, и мне стало странно, почему мы всё время делаем игры про орков и эльфов, и про единственного выжившего на космическом корабле, и про вторжения пришельцев, когда только ты можешь спасти мир».
Оригинальный текст (англ.)I was reading Tom Clancy like everyone else on the planet, and going to see movies like Passenger 57 and Die Hard, and I just wondered to myself why do we keep making games about Orcs and Elves and the last survivor on the space ship and invading Aliens and only you can save the world.
— Уоррен Спектор. Интервью порталу IGN
Спектор остановился на сюжете об агенте спецслужб в современном мире, выполняющем особые задания, как в романах Тома Клэнси и фильмах типа «Крепкий орешек», и разработал концепцию такой игры под названием «Trouble Shooter», в которой главную роль играет бывший агент ЦРУ Джейк Шутер. Она ещё не была похожа на Deus Ex, но и отличалась от других проектов своего времени. Это была рискованная идея: такой жанр тогда не был популярен, и в студии Origin отказались выделить на неё средства, сказав, что игровые технологии ещё недостаточно развиты, чтобы достичь такого уровня реализма. У Looking Glass Studios — следующей студии, в которой работал Спектор — на реализацию этого проекта просто не хватало средств. Лишь в 1997 году известный разработчик игр Джон Ромеро пригласил его в свою новую студию Ion Storm и предложил «создать игру своей мечты». Тогда же Спектор, заметив, насколько его жену увлёк сериал «Секретные материалы», решил добавить в сюжет будущей игры элементы теории заговора.
Спектор считает Deus Ex последовательницей нескольких знаменитых игр, вышедших до неё (некоторые из них также являются творениями Спектора или их продолжениями) — Ultima Underworld, System Shock, Half-Life и Thief: The Dark Project. Кроме того, разработчики и критики отметили влияние на неё игр Ultima VII, Metal Gear Solid, Fallout 2, Syndicate, The Legend of Zelda: A Link to the Past, комикса Spawn, телесериалов «Секретные материалы» и «Тысячелетие», фильма «Бегущий по лезвию». Спектор реализовал в игре несколько новых идей, которые впоследствии стали стандартом для игр этого жанра. Одной из них стала высокая интерактивность окружения: в игре была сымитирована реалистичная физика игрового мира, было добавлено множество разрушаемых и перемещаемых объектов, что заметно повлияло на геймплей: с их помощью можно было находить обходные пути на уровне или забираться в труднодоступные места. Другой задачей, поставленной Спектором, стало улучшение искусственного интеллекта противников в игре. Он говорил, что в его прошлых играх, таких как Ultima Underworld, враги часто тупо шли к игроку под прямым огнём. В «Deus Ex» противники стали гораздо «умнее» — научились искать обходные пути, отступать и перегруппировываться, что сделало бои существенно сложнее.
Разработчики постарались дать игроку множество способов выполнения задач в игре. Это было сделано для того, чтобы каждый играющий мог выбрать удобный для себя стиль прохождения, а также чтобы заинтересовать игроков проходить игру несколько раз. Например, чтобы попасть в помещение, дверь в которое заперта, можно найти ключ, взорвать дверь или обойти её через вентиляционные шахты. Для этого же было ограничено развитие умений и навыков персонажа: даже дойдя до финала и используя все возможности по сбору опыта и аугментаций в игре, игрок сможет развить до максимального уровня лишь около половины умений. Поэтому игрокам приходится развивать только умения, наиболее полезные для их стиля прохождения: «напролом» (навыки владения оружием, ношение брони и медицина) или скрытно (навыки взлома замков, компьютеров, и плавания).
Изначально игра задумывалась гораздо более обширной, чем получилась в финальной версии. Разработчики планировали 25 миссий по всему миру, в том числе в Белом Доме, Лондонском метро, Токийском подводном Диснейленде, Сибири, Техасе (по сюжету там должна была идти война США с альянсом Мексики и России). Финал игры должен был проходить на заброшенной МКС и добывающей колонии на Луне, был сюжет о борьбе за неё между войсками ООН и Китая (отрывок этой истории можно прочитать в одной из газет, оставшихся в финальной версии игры). В этих локациях геймплей должен был претерпеть значительные изменения, обусловленные низкой гравитацией, использованием кислородных баллонов и скафандров. Но разработчики пришли к выводу, что тогда финал игры по стилю стал бы совершенно не похож на всю остальную игру. Так было в «Half-Life», и это не понравилось многим игрокам, поэтому в Deux Ex от этого решили отказаться. МКС и Луну вырезали, финальную миссию перенесли сначала в комплекс «Маунт-Уэзер» в Виргинии и наконец в Зону 51. В финальной версии осталось 12 различных локаций и 3 города: Нью-Йорк, Гонконг и Париж.
Одним из компромиссов, на которые пришлось пойти во время разработки, стал линейный сюжет. В ранних версиях игры были 2—3 точки ветвления, но их убрали; хотя в финальной версии осталось несколько точек, в которых нужно принимать решения, влияющие на последующий сюжет, во всех случаях игрок проходит по одной и той же цепочке локаций и основная сюжетная линия не меняется. Наиболее сложной задачей при разработке стала балансировка игры — чтобы различные стили игры (напролом: убивая всех и взрывая замки; или скрытно: обходя врагов и открывая замки с помощью кодов и отмычек) были примерно одинаковыми по сложности и каждый имел свои преимущества.
В первоначально выпущенной версии игры не было многопользовательского режима. Deus Ex изначально разрабатывался как однопользовательская игра, а разработка сбалансированного многопользовательского режима сильно отличается от разработки одиночного. Создатели игры хотели сделать «мультиплеер» с тактическими особенностями Deus Ex (такими, как использование аугментаций), но это требовало слишком много времени, а выпускать его недоработанным они не собирались. Режим коллективной игры был разработан после выхода игры и добавлен в одном из патчей.
По словам Спектора, в сюжете игры нашли отражение его политические и философские взгляды — о растущем разрыве между богатыми и бедными, о пределах вмешательства государства в жизнь его граждан. В отличие от большинства игр, в финале игрок должен не убить «главного плохого парня», а выбрать дальнейший путь развития человечества. Создатели «решили позволить игроку поступить в соответствии с тем, во что он верит, а не тем, во что верят они». Спектор сказал, что одна из концовок игры полностью отражает его мировоззрение.

## Отсылки к реальному миру
Название Deus Ex происходит от латинского выражения deus ex machina, означающего «бог из машины», то есть «персона или событие, которое обеспечивает внезапное, неожиданное разрешение истории» (ссылаясь на практику в греческой драме, когда актёр, играющий божество, спускается на сцену сверху с помощью машинного механизма, и неким образом разрешает ход истории). Уоррен Спектор, исполнительный продюсер Deus Ex, заявил, что из этого выражения намеренно убрано последнее слово, и название игры служит как ссылкой на различные фракции в игре, пытающиеся стать богоподобными, так и на сюжет, предлагающий неожиданные повороты истории.
Неясно до конца, что значат буквы JC (Джей-Си) в имени агента Дентона. Во время игры на это нет никаких указаний. Харви Смит, ведущий дизайнер Deus Ex, сказал, что изначально Джей-Си должен был быть потомком Иисуса Христа (англ. Jesus Christ); однако, Уоррен Спектор утверждал, что имя «Джей-Си» было выбрано из-за своего унисекс-качества, когда дизайнеры ещё хотели позволить игроку выбирать пол главного героя.
В Deus Ex игроку встречается множество книг, газет и записей в компьютерах. Они содержат информацию, нужную в прохождении игры (например пароли для компьютеров), глубже раскрывают сюжет или создают необходимую атмосферу. Многие из текстов являются отсылками к известным произведениям мировой культуры: мифологии, книгам, фильмам, а также историческим фактам; нередко они представляют собой аллегорические комментарии на ситуацию, в которой в данный момент находится игрок. Среди этих произведений философский роман Гилберта Честертона «Человек, который был Четвергом», научно-фантастический цикл Айзека Азимова «Академия», военно-политический трактат древнекитайского военного и мыслителя Сунь-цзы «Искусство войны», «Здравый смысл» Томаса Пейна, «Ричард III» Уильяма Шекспира, а также повесть Глаз Аргона, которая считается одним из худших научно-фантастических произведений в истории.
Способы применения нанотехнологий в сюжете игры, например, Универсальный Конструктор, придуманы под влиянием киберпанк-романа Нила Стивенсона «Алмазный век». Инструмент взлома компьютеров называется ICE Breaker (ледоруб) — это отсылка к трилогии Уильяма Гибсона «Киберпространство», считающейся одним из первых произведений в стиле киберпанк.
Девизом Маджестик-12 является знаменитое изречение Френсиса Бэкона: «Знание — сила».
В одном из электронных писем сказано о разработке нового типа биологического оружия неким И. Великовским. Иммануил Великовский — американский псевдоучёный российско-еврейского происхождения, известный своими историческими теориями, включающими элементы креационизма и новой хронологии. В другом письме автор рассказывает о своём прохождении реально существующей ролевой компьютерной игры NetHack. Ещё в одном письме рекламируется новый сборник рассказов за авторством Шелдона Пачотти. Шелдон Пачотти — сценарист игры и этот сборник — действительно одно из его произведений. В одном из писем упоминаются фильмы «Увидимся в следующую среду» и «Синий урожай». «Увидимся в следующую среду» — известная фраза, которую вставлял во все свои фильмы режиссёр Джон Лэндис, а «Синий урожай» был внутренним кодовым названием фильма Звёздные войны. Эпизод VI: Возвращение джедая, придуманным для скрытия информации о нём от журналистов.
Имя героя истории «Человек, который был четвергом» Габриэль Сайм можно обнаружить в регистрационной книге отеля, вместе с именами других литературных персонажей — Гулли Фойл, Оберст Энзиан, Смилла Джэсперсон и Ипполита Холл. В игре также используются другие литературные источники, включая роман «Последние и первые люди» Олафа Стэплдона и древнегреческие мифы об Икаре и Дедале.
Многие коды и пароли тоже содержат отсылки. Один из них, «reindeerflotilla» — знаменитый пароль, впервые использованный в классическом научно-фантастическом фильме «Трон». Код к одной из первых электронных дверей в игре — 0451 — повторяет аналогичный код из System Shock. По словам Уоррена Спектора, многие считают этот код отсылкой к роману Рэя Брэдбери «451 градус по Фаренгейту», но на самом деле этот код всего лишь использовался на входной двери офисов Looking Glass Studios. Другой код — 4558 — первые цифры набранного на клавиатуре мобильного телефона в текстовом режиме слова Illuminati. Многие четырёхзначные коды являются отсылками к годам: 1784 в Париже — год подписания Парижского мира, 1997 в Гонконге — год возвращения Гонконга КНР, 1966 — год рождения одного из разработчиков.
В игре на парижском кладбище можно найти могилу с именем «Лорд Брайан». Это дань памяти Биллу Айбругу, фанату ролевых игр, скончавшемуся в 1999 году.
В миссиях, где видны пейзажи Нью-Йорка, на фоне неба нет силуэтов башен-близнецов Торгового Центра. Харви Смит объяснял это тем, что часть линии горизонта вместе с башнями-близнецами существует в файлах с игрой, но игра пропускает эту часть текстуры при обработке из-за ограничений видеопамяти на текстуры. Разработчики же оправдали этот баг тем, что согласно внутриигровому сюжету башни были «уничтожены террористами до начала сюжета игры». Год спустя релиза игры, реальные башни были уничтожены в ходе террористической атаки в 2001 году.

## Оценки
| Сводный рейтинг       | Сводный рейтинг        |
| Агрегатор             | Оценка                 |
| --------------------- | ---------------------- |
| GameRankings          | 91,03 %                |
| Metacritic            | 90/100 (по 28 обзорам) |
| MobyRank              | 90/100                 |
| Иноязычные издания    |                        |
| Издание               | Оценка                 |
| CVG                   | 9,4/10                 |
| Eurogamer             | 10/10                  |
| GameRevolution        | A-                     |
| GameSpot              | 8,2/10                 |
| GameSpy               | 88/100                 |
| GameZone              | 9/10                   |
| IGN                   | 9,4/10 — PC и Mac      |
| Русскоязычные издания |                        |
| Издание               | Оценка                 |
| Absolute Games        | 85 %                   |
| Game.EXE              | 4,5/5                  |
| «Игромания»           | 8,2/10                 |

Игра имела большой коммерческий успех и стала одной из самых продаваемых компьютерных ролевых игр в мире.
Deus Ex также стала самой успешной игрой студии Ion Storm, которая в итоге закрылась в 2005 году.

### Отзывы критиков
На статистических сайтах Metacritic и MobyGames средний рейтинг оценок от различных изданий достигает 90 баллов из 100. Многие критики отмечали в Deus Ex уникальное сочетание жанров, разнообразный открытый геймплей и проработанный сюжет, а также многовариантность прохождения игры. Рецензенты были впечатлены необычным способом подачи сюжета и часто приводили примеры диалогов.
Обозреватель игрового портала IGN Тел Блевинс сравнил Deus Ex с игрой Thief и фильмами «Секретные материалы» и «Матрица». Сюжет Deus Ex он назвал одним из лучших в истории игр и запутанным как в целом сезоне «Секретных Материалов». Игру он назвал смесью Rainbow Six, Thief и System Shock, отметил большое разнообразие стилей прохождения игры и возможностей развития персонажа, высоко оценил дизайн уровней и удобный интерфейс, но не очень лестно отозвался о графике, особенно NPC. Также он отметил высокие системные требования игры, которая «тормозила» даже на хороших для того времени компьютерах. Как итог он назвал Deus Ex одной из самых универсальных игр от первого лица, одним из лучших thinking-shooters (с англ. — «шутеров, в которых надо думать») своего времени и высоко оценил её реиграбельность — желание проходить игру снова после завершения.
Одним из пунктов критики игры стал искусственный интеллект противников — его называли слабым и непроработанным, приводя в пример то, что противники не реагируют на многие шумные действия игрока рядом с ними, хотя реагируют на другие.
Рецензенты и игроки также отмечали слишком большой объём файлов сохранений игры, что представляло проблему, поскольку объём жёсткого диска компьютеров на момент выхода Deus Ex был сравнительно невелик. Обозреватель Adrenaline Vault сказал, что «пройдя игру, [он] набрал более 250 МБ сохраненных данных». Такой большой объём файлов сохранений вызван тем, что игра записывает все уровни текущего блока (даже те, куда по сценарию больше нельзя попасть), чтобы запомнить все результаты деятельности игрока на нём.

### Награды
Deus Ex получила множество наград, среди которых:
- «Лучшая PC-игра 2000 года» по версии Британской академии кино и телевизионных искусств[55]
- «Лучшая игра 2000 года» по версии игрового издания GameSpy[56].
- «Лучшая игра 2000 года» и «Лучший сюжет 2000 года» по версии игрового издания IGN[57][58].
- «Лучший экшн 2000 года» по версии GameZone (вместе с Diablo II и Star Trek: Voyager Elite Force)[59]

Кроме того, она вошла во множество списков лучших игр:
- «21 лучшая фантастическая игра» по версии журнала SFX в 2010 году[60]
- «100 лучших игр всех времён» по версии IGN в 2003 (40 место)[61], 2005 (21 место)[62] и 2007 (34 место) годах[63]
- «25 лучших PC-игр всех времён» по версии IGN в 2007 году (20 место)[64]
- «10 лучших дистопий всех времён» по версии IGN в 2009 году (5 место)[65].
- «25 самых запомнившихся игр последних 5 лет» по версии GameSpy в 2004 году (15 место)[66].
- «20 важнейших игр десятилетия» по версии GamesRadar в 2009 году (14 место)[67]
- «25 лучших игр десятилетия» по версии GameZone в 2009 году (4 место)[68]

Сюда входят награды от PC Gamer, Computer Gaming World, The Adrenaline Vault и многих других. Deus Ex был также награждён призами «Совершенство в Игровом Дизайне» и «Главная Игра Инновация» в 2000 году от Game Developers Choice Awards и выиграла в категориях «Компьютерная Инновация» и «Компьютерный Экшен/Приключение» от Interactive Achievement Awards.

В дополнении к этому, игра получила награды за «Лучшую Историю», включая приз за лучший сюжет в видеоигре в 2006 году от Gamasutra «Квантовый скачок».

Deus Ex значится в списках «Лучших игр всех времён» и залов славы, занимая места в первой тридцатке. Сюда входят GameSpy’s Top 50 Games of All Time,
 и «Зал Славы»,
несколько списков «PC Gamer» «50 лучших PC игр»,
Yahoo! «100 величайших компьютерных игр»
,
GameFAQs «100 лучших игр»
, и в «Списке 5 Самых Запоминающихся Шутеров».

## Версии
Deus Ex был несколько раз переиздан с рядом изменений, а также активно подвергался модификации со стороны поклонников. Он положил начало серии игр, включающей прямые сиквелы и ответвления в той же вымышленной вселенной. Существовали планы по снятию фильма по игре.
В период разработки игру планировали выпустить и на платформе Sega Dreamcast.
Версия для неё не была завершена до выхода оригинальной игры, после её релиза разработчики ещё планировали портирование на Dreamcast, но в итоге версия для неё так и не вышла.
Macintosh-версия игры вышла вскоре после выпуска Deus Ex на PC абсолютно без изменений и могла быть обновлена для добавления режима многопользовательской игры. Однако издатель, «Aspyr Media», не издавал последующих версий игры или дополнительных патчей.
Deus Ex изначально задумывался в однопользовательском режиме игры, и в первых версиях на PC и Macintosh не было возможности многопользовательского режима.
В марте 2001 года был выпущен патч, добавляющий возможность многопользовательской игры в режимах обычного и командного deathmatch на 5 картах, несколько последующих патчей расширили его возможности.
В версии игры для PlayStation 2 многопользовательский режим не был включён.
В мае 2001 года, в честь получения игрой множества (более 30) наград «Игра Года», было выпущено улучшенное издание игры — Deus Ex: Game of the Year Edition. Оно содержало последний патч для игры, SDK, существенно расширяло возможности многопользовательской игры, содержало диск с модифицированным саундтреком игры и страницу из вымышленной газеты, в которой излагались события в мире игры (файл в формате PDF).
В апреле 2007 года Deus Ex стал доступен в Steam — крупнейшем в мире сервисе цифровой дистрибуции.
В феврале 2008 года Deus Ex была официально издана в России, издателем стала компания Новый Диск.
Изданная версия не была переведена, но существует несколько любительских переводов, русифицирующих как субтитры, так и озвучивание.

### Deus Ex: The Conspiracy
| Сводный рейтинг       | Сводный рейтинг        |
| Агрегатор             | Оценка                 |
| --------------------- | ---------------------- |
| GameRankings          | 82,97 %                |
| Metacritic            | 81/100 (по 25 обзорам) |
| MobyRank              | 84/100                 |
| Иноязычные издания    |                        |
| Издание               | Оценка                 |
| 1UP.com               | A                      |
| CVG                   | 8/10                   |
| Eurogamer             | 8/10                   |
| GameRevolution        | C+                     |
| GameSpy               | 83 %                   |
| IGN                   | 7,9/10                 |
| Honest Gamers         | 10/10                  |
| Game Blitz            | 90/100                 |
| Game Over Online      | 83 %                   |
| JeuxVideo             | 18/20                  |
| GameKult              | 7/10                   |
| GamesMania            | 85 %                   |
| Русскоязычные издания |                        |
| Издание               | Оценка                 |
| «Страна игр»          | 9/10                   |

17 мая 2001 года было объявлено, что Deus Ex будет портирован на консоль Sony PlayStation 2.
Порт был выпущен 25 марта 2002 года под названием Deus Ex: The Conspiracy, основные изменения в нём были следующими:
- Усовершенствована графика, добавлены динамические погодные и световые эффекты
- Модели предметов и персонажей заменены на более качественные
- Анимация обновлена с помощью технологий скелетной анимации и захвата движения
- Диалоговые ролики на движке игры заменены пререндеренными  видеороликами
- Обновлён ряд уровней: улучшен дизайн и добавлены некоторые геймплейные элементы
- Изменён интерфейс управления характеристиками персонажа
- Изменена структура уровней — из-за ограниченного объёма памяти консоли уровни поделены на бо́льшее количество частей, меньших по размеру, чем в компьютерной версии
- Управление переработано под контроллер PS2 Sony Dual Shock, добавлено автоматическое прицеливание (обычное для шутеров на консолях)
- Добавлена звуковая система Dolby 5.1
- Главная музыкальная тема игры, играющая в главном меню, перезаписана с помощью симфонического оркестра[107][108].

Консольная версия получила заметно более низкие оценки критиков, чем оригинал. Основными претензиями были трудности управления контроллером PS2, менее качественные текстуры, разбиение уровней на множество мелких фрагментов, что мешало игре; из плюсов были отмечены улучшенный саундтрек, внешний вид персонажей и полностью обновлённые ролики в кат-сценах.

## Модификации
22 июня 2000 года был выпущен SDK игры — набор программ для создания модификаций к ней. SDK состоял из тех же инструментов, которые использовались для создания самой игры. Он позволил создавать собственные карты с использованием текстур и звуков оригинальной игры, модифицировать существующие карты, создавать собственные миссии и распространять их другим игрокам. Он включал в себя:
- Модифицированный UnrealEd — редактор уровней, позволяющий создавать игровые локации и предметы в них, скрипты, NPC и их искусственный интеллект, а также движения камеры в кат-сценах от третьего лица.
- Модифицированный UnrealScript compiler (UCC).
- ConEdit (conversation editor) — полнофункциональный редактор диалогов, позволяющий создавать диалоги, ход которых зависит от ранее принятых решений, настраивать камеры в режиме от третьего лица, создавать случайные или полуслучайные события в игре.
- Инструмент для преобразования объектов, созданных в редакторе LightWave 3D в формат Unreal.
- Несколько диалоговых файлов-примеров из двух первых миссий игры и обширную документацию.

По словам Уоррена Спектора, фанаты модифицировали игру и до выхода SDK, но он серьёзно упростил этот процесс.
С помощью SDK было создано множество модификаций, например, добавлявших оружие, изменявших сложность игры, графику или сюжет.
15 октября 2015 года на Steam с одобрения Square Enix появилась бесплатная модификация Deus Ex: Revision с изменённым дизайном локаций. Туда также добавлены уже существующие модификации HDTP, New Vision с обновлёнными моделями и текстурами, Biomod и Shifter для альтернативного геймплея, поддержка DirectX 9.

## Продолжения
Уже через 2 месяца после релиза Deus Ex было объявлено, что те же компании разрабатывают сиквел игры.
Игра Deus Ex: Invisible War была выпущена 2 декабря 2003 года в США и в 2004 году в Европе на PC и Xbox. Второй сиквел, названный Deus Ex: Clan Wars, изначально задумывался, как мультиплеерно-ориентированная игра. После коммерческого провала Deus Ex: Invisible War, было решено создать для подобной игры свою вселенную, так появился проект Project: Snowblind.
29 марта 2007 года началась продажа Deus Ex: Game of the Year Edition и сиквела Deus Ex: Invisible War через систему цифровой дистрибуции Steam.
26 августа 2011 Eidos Montreal выпустила третью часть серии — Deus Ex: Human Revolution — являющуюся приквелом к первой Deus Ex.
23 августа 2016 года Eidos Montreal выпустила четвертую часть серии — Deus Ex: Mankind Divided, которая продолжает историю Deus Ex: Human Revolution.

### Фильм по игре
В мае 2002 года было объявлено, что кинокомпания Columbia Pictures приобрела права на съёмку фильма по игре Deus Ex. Продюсером проекта стала известный американский продюсер Лора Зискин (продюсировавшая фильмы про Человека-Паука), сценаристом — Грег Прус, курировал проект английский режиссёр Марк Эванс.
По словам Прусса, в сценарии он сделал Джей-Си более неприятным, чем в игре. В фильме у Джей-Си должно было быть намного меньше оружия (там он не мог ходить с таким количеством оружия, как в игре), одной из проблем стало сильное сокращение времени действия (фильм должен был длиться около 2 часов, а игра — порядка 45). Однако в мае 2004 года производство фильма было остановлено.

## Саундтрек
Deus Ex был отмечен за красивую и разнообразную музыку, характеризующуюся необычайной атмосферностью и многожанровостью, при том что написана она целиком и полностью с использованием трекера. Композиции написаны в формате программы Impulse Tracker (расширение .IT) и запакованы в контейнер .UMX, как в Unreal. Ещё одно сходство с Unreal в том, что музыка различается не только в разных локациях, но и в каждой локации зависит от текущего режима игры: меняется во время боя, при разговорах с NPC и при смерти героя.
Основные жанры — техно и эмбиент, но также нельзя не отметить присутствие или, по крайней мере, влияние таких жанров, как дарквейв, неоклассика, а также джаз, рок и метал. Критики отметили, что музыка подчёркивает атмосферу и стиль игры.
Список композиций игры.
| Композиция                      | Длительность | Авторы                          | Naval Base                   | 1:58 | Дэн Гардопи                     |
| Training Room                   | 2:03         | Александр Брэндон               | Paris Streets                | 1:21 | Александр Брэндон               |
| Main Title                      | 2:26         | Александр Брэндон               | Paris Club 1                 | 2:49 | Александр Брэндон, Ривз Гэбрелс |
| Intro Sequence                  | 2:19         | Александр Брэндон               | Paris Club 2                 | 4:31 | Александр Брэндон, Ривз Гэбрелс |
| Liberty Island                  | 2:26         | Александр Брэндон               | Paris Action                 | 1:26 | Александр Брэндон               |
| UNATCO                          | 2:09         | Михил ван ден Бос               | DuClare Chateau              | 3:19 | Михил ван ден Бос               |
| Battery Park                    | 1:49         | Александр Брэндон               | Paris Cathedral              | 3:36 | Александр Брэндон               |
| NYC Streets                     | 2:19         | Александр Брэндон               | Paris Cathedral Conversation | 0:54 | Александр Брэндон               |
| NYC Bar                         | 5:10         | Александр Брэндон, Ривз Гэбрелс | Conspiravision               | 5:38 | Александр Брэндон               |
| Lebedev’s Airfield              | 2:06         | Михил ван ден Бос               | Return to NYC                | 1:36 | Александр Брэндон               |
| Airfield Action                 | 1:22         | Михил ван ден Бос               | Oceanlab                     | 1:37 | Александр Брэндон               |
| Enemy Within                    | 1:50         | Александр Брэндон               | Ocean Action                 | 1:26 | Александр Брэндон               |
| Hong Kong Helipad               | 3:30         | Александр Брэндон               | Oceanlab Complex             | 1:50 | Александр Брэндон               |
| The Synapse (Hong Kong Streets) | 2:20         | Александр Брэндон               | Vandenberg                   | 1:56 | Дэн Гардопи                     |
| Desolation (Hong Kong Canal)    | 1:30         | Александр Брэндон               | Begin The End (Bunker)       | 1:44 | Александр Брэндон               |
| Hong Kong Club 1                | 4:56         | Александр Брэндон, Ривз Гэбрелс | Area 51                      | 2:25 | Александр Брэндон               |
| Hong Kong Club 2                | 2:57         | Александр Брэндон, Ривз Гэбрелс | Ending 1                     | 1:18 | Александр Брэндон               |
| Hong Kong Action                | 1:01         | Александр Брэндон               | Ending 2                     | 1:21 | Александр Брэндон               |
| Versalife                       | 1:39         | Александр Брэндон               | Ending 3                     | 1:53 | Александр Брэндон               |
| Majestic 12 Labs                | 1:53         | Александр Брэндон               | The Illuminati               | 2:41 | Александр Брэндон               |
| The Nothing                     | 3:17         | Александр Брэндон               | DX Club Mix                  | 3:01 | Александр Брэндон, Ривз Гэбрелс |